# Hellmut von Leipzig

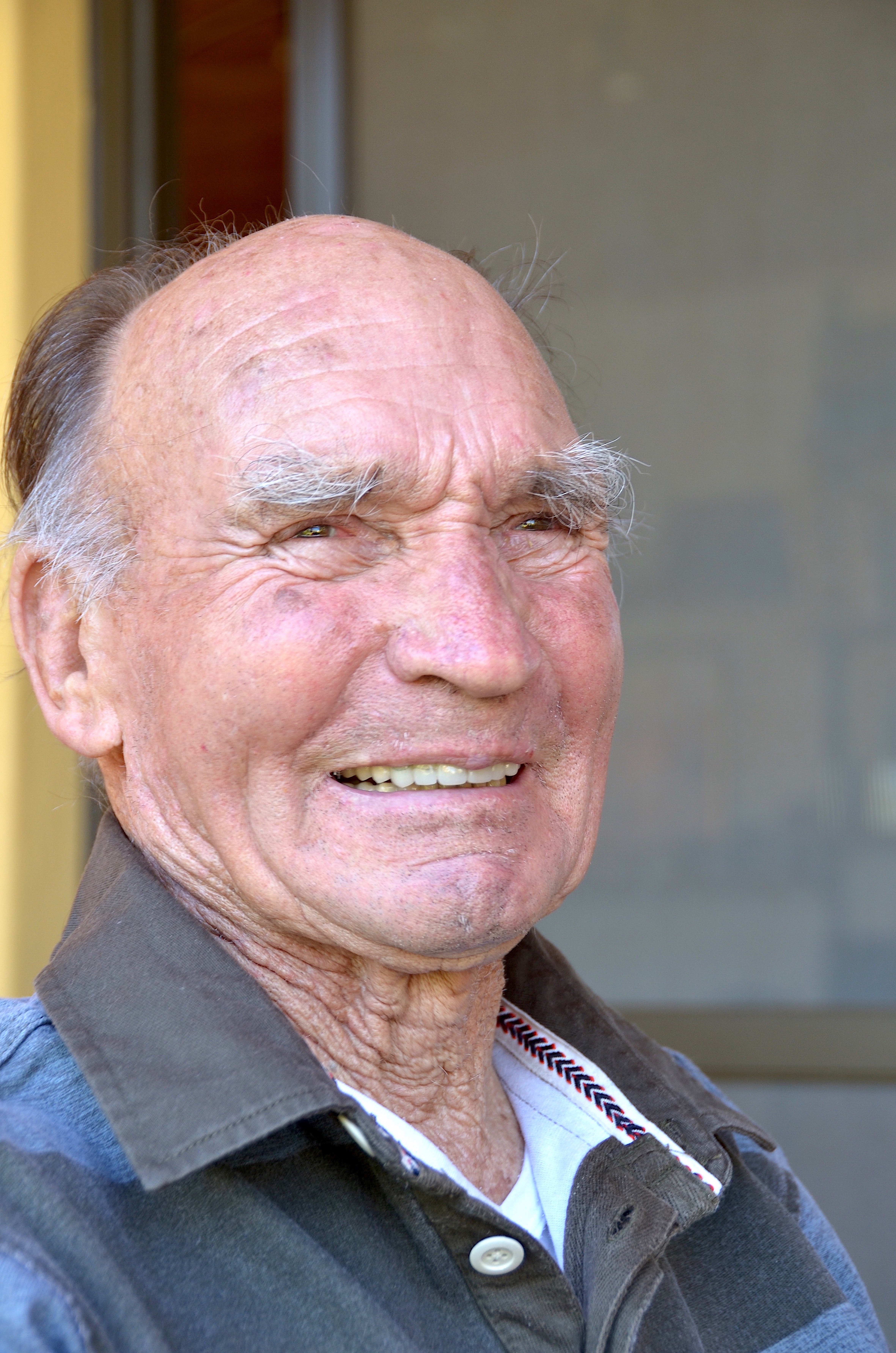
Hellmut von Leipzig (2014)

Hellmut von Leipzig (voller Name Hellmut Kurt Ewald von Leipzig; * 18. Juli 1921 in Keetmanshoop, Südwestafrika; † 25. Oktober 2016 in Windhoek) war im Zweiten Weltkrieg Fahrer des Generals und späteren Generalfeldmarschalls Erwin Rommel im Deutschen Afrikakorps. Später wurde er Offizier der Spezialeinheit Brandenburg. Im April 1945 erhielt er das Ritterkreuz des Eisernen Kreuzes. Nach dem Krieg und zehnjähriger sowjetischer Gefangenschaft lebte Hellmut von Leipzig mit seiner Familie im heutigen Namibia als Farmer.

## Jugend
Hellmut von Leipzig wurde als Sohn eines deutschen Marineoffiziers der deutschen Schutztruppe für Südwestafrika in Keetmanshoop, einer Stadt im Süden Namibias, geboren. Er wuchs auf der elterlichen Farm Blaukehl
und später auf der Farm Geelwater im Süden Namibias mit zwei älteren Brüdern auf. Seine Schule absolvierte er in Gibeon. 1937, im Alter von 16 Jahren, fuhr er mit einem Schiff der Woermann-Linie nach Deutschland und von dort weiter nach Nürnberg, wo er eine Lehre als Maschinenbaumechaniker antrat. Hellmut von Leipzig war nicht Mitglied der NSDAP, aber der Motorradstaffel der Hitlerjugend. Kurz vor Beginn des Zweiten Weltkriegs versuchte er in seine Heimat zurückzukehren, was ihm aber nicht gelang.

## Kriegsjahre

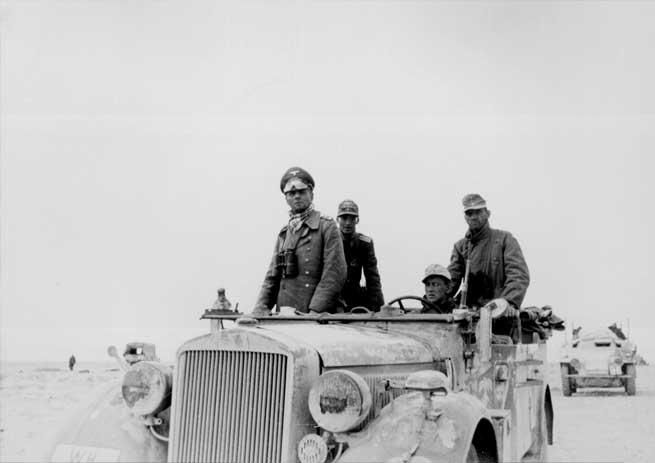
Hellmut von Leipzig als Fahrer Rommels im Afrikafeldzug 1943

Nach Kriegsbeginn meldete sich Hellmut von Leipzig freiwillig für das Deutsche Afrikakorps. Er wurde zunächst in Ingolstadt bei den Panzertruppen eingeteilt. Hier war er erst Fahrinstruktor. In Afrika wurde er 1941 bei Tobruk der Staffel von Generalleutnant Rommel zugeteilt. Nachdem der Gefechtsfahrer Rommels im Krieg verletzt wurde, bestimmte Rommel Hellmut von Leipzig als Nachfolger. Rommel betreute ihn mit dieser Aufgabe, weil es sich in der Truppe herumgesprochen hatte, dass von Leipzig als Deutschnamibier Hitze und Sand seit seiner Jugend her kannte, und dass er das Fahren im tiefen Sand beherrschte. Von Leipzig verbrachte anderthalb Jahre an Rommels Seite. Über einige Begebenheiten, die er mit Rommel in der libyschen, ägyptischen und tunesischen Wüste erlebte, berichtete von Leipzig in einem Interview mit Focus, das auch im Playboy veröffentlicht wurde.
Im Dokumentarfilm "Rommel – Mythos und Wahrheit " sieht man Hellmut von Leipzig an mehreren Stellen das Fahrzeug von Rommel steuern und über Rommel und den Afrikafeldzug sprechen.
Nach der Niederlage von el-Alamein und nach der Schlacht am Kasserinpass wurde Rommel im März 1943 von Hitler zurück nach Deutschland befohlen. Hellmut von Leipzig fuhr seinen Chef am 6. März 1943 zum letzten Mal auf einen Flugplatz in der Nähe von Tunis. Rommel übergab von Leipzig als Abschiedsgeschenk ein signiertes Foto mit seinem Konterfei. Rommel hatte dafür gesorgt, dass von Leipzig in Deutschland an die Offiziersschule kommandiert und zum Offizier ausgebildet wurde, und so von Leipzig von Tunesien nach Deutschland ausgeflogen wurde.
Nach der Offizierausbildung in Plattenburg wurde von Leipzig als Südwestafrikaner als Offizier der Division Brandenburg eingesetzt. Er kämpfte auf dem Balkan in Griechenland und Jugoslawien, wo er seinen älteren Bruder verlor. Anschließend wurde sein Großverband, seit September 1944 zur Panzergrenadier-Division umgegliedert, und nicht mehr im Spezialeinsatz, an die Ostfront auf dem Gebiet des heutigen Tschechien verlegt. In der Presse erschienene Kommentare, wonach Hellmut von Leipzig in der Schlacht um Berlin gekämpft haben soll, sind falsch. Am 28. April 1945, wenige Tage vor Kriegsende, wurde ihm als Leutnant und Zugführer in der Panzer-Aufklärungs-Abteilung der Division Brandenburg das Ritterkreuz des Eisernen Kreuzes verliehen. Ende des Krieges kam er in sowjetische Kriegsgefangenschaft. Ein Fluchtversuch mit seinem Kameraden Stollenberg misslang.
Hellmut von Leipzig und viele Kameraden wurden zu je 25 Jahren Zwangsarbeit verurteilt. Während der letzten Jahre musste er nördlich des Polarkreises bei extremer Kälte arbeiten. Im Rahmen der durch Bundeskanzler Konrad Adenauer erzielten Entlassung deutscher Kriegsgefangener, kehrte Hellmut von Leipzig 1955 nach zehnjähriger Haft als einer der letzten Heimkehrer nach Deutschland zurück. Bei seiner Entlassung war er 34 Jahre alt.

## Nachkriegsjahre
Nach der Entlassung aus der Kriegsgefangenschaft verlobte sich Hellmut von Leipzig. Vor der Heirat reiste Hellmut von Leipzig für einige Monate nach Argentinien, wohin sein Bruder Gernot, früher aus der Gefangenschaft entlassen, bereits emigriert war. Im Oktober 1956, 19 Jahre nachdem er Namibia verlassen hatte, kehrte von Leipzig in seine Heimat zurück. Kurz nach seiner Ankunft heiratete er seine Verlobte, die ebenfalls nach Namibia geflogen war. In Namibia wurde von Leipzig Verwalter der Farm Achalm, die er sechs Jahre später kaufte. Das Ehepaar von Leipzig bekam sechs Kinder. Von einem britischen Filmteam eingeladen, kehrte von Leipzig nach vielen Jahren zum Kriegsschauplatz von el-Alamein zurück.
Von Leipzig gründete in Namibia den Deutschen Kulturrat. Von 1986 bis 1997 war er Vorsitzender dieser Organisation. Er war auch Mitglied der Arbeits- und Fördergemeinschaft der Deutschen Schulvereine (AGDS) in Namibia. Hellmut von Leipzig initiierte und baute 1989 als Ritter des Johanniterordens das Johanniter-Schülerheim in Otavi, das rund 100 Schulkinder in mehreren Gebäuden beherbergt. 2014 verließ das Ehepaar von Leipzig die Farm Achalm und lebte seither in der Altersresidenz Sonnleiten bei Windhoek. Hellmut von Leipzig starb am 25. Oktober 2016 im Alter von 95 Jahren.

## Rommels Fahrzeug, das von Leipzig fuhr

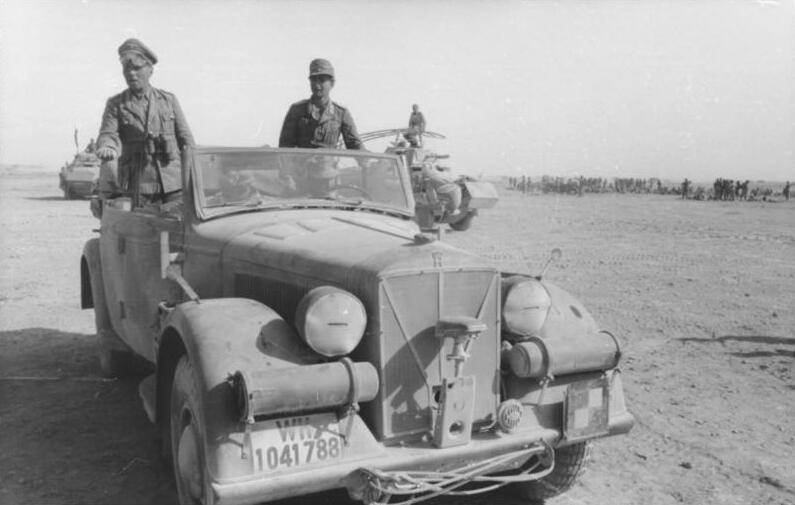
Rommel, von Leipzig am Steuer des Horch 901 (1942)

Rommel war ein Vierrad-Horch-Kübelwagen Horch 901 Typ 40 zugeteilt worden. Das Fahrzeug hatte einen 90 PS starken 3,8-Liter-V8-Motor. Von dieser Version wurden nur 50 Exemplare gebaut, die den deutschen Spitzenmilitärs vorbehalten waren.
Hellmut von Leipzig fuhr Rommels Horch 901 bis zum Jahr 1943. Am 13. Mai des Jahres erbeuteten die Briten das Fahrzeug. Viele Jahre später spürte Michael Gibb, ein in Südafrika geborener Brite und Sammler alter Kriegsfahrzeuge, das Auto in Kenia auf. Der Restaurierungsbetrieb Rosenow in Glienick stellte es wieder her. Die Restaurierung dauerte viereinhalb Jahre. Der Wagen wurde auf der Messe Techno-Classica 2006 in Essen vorgeführt. Hellmut von Leipzig wurde zur Eröffnung nach Deutschland eingeladen. Nach 63 Jahren fuhr er hier „sein“ Auto wieder. Der restaurierte Horch ist auf flickr.com zu sehen.